# 杰尔巴岛犹太会堂
32°55′27″N 35°04′36″E / 32.924183°N 35.076577°E

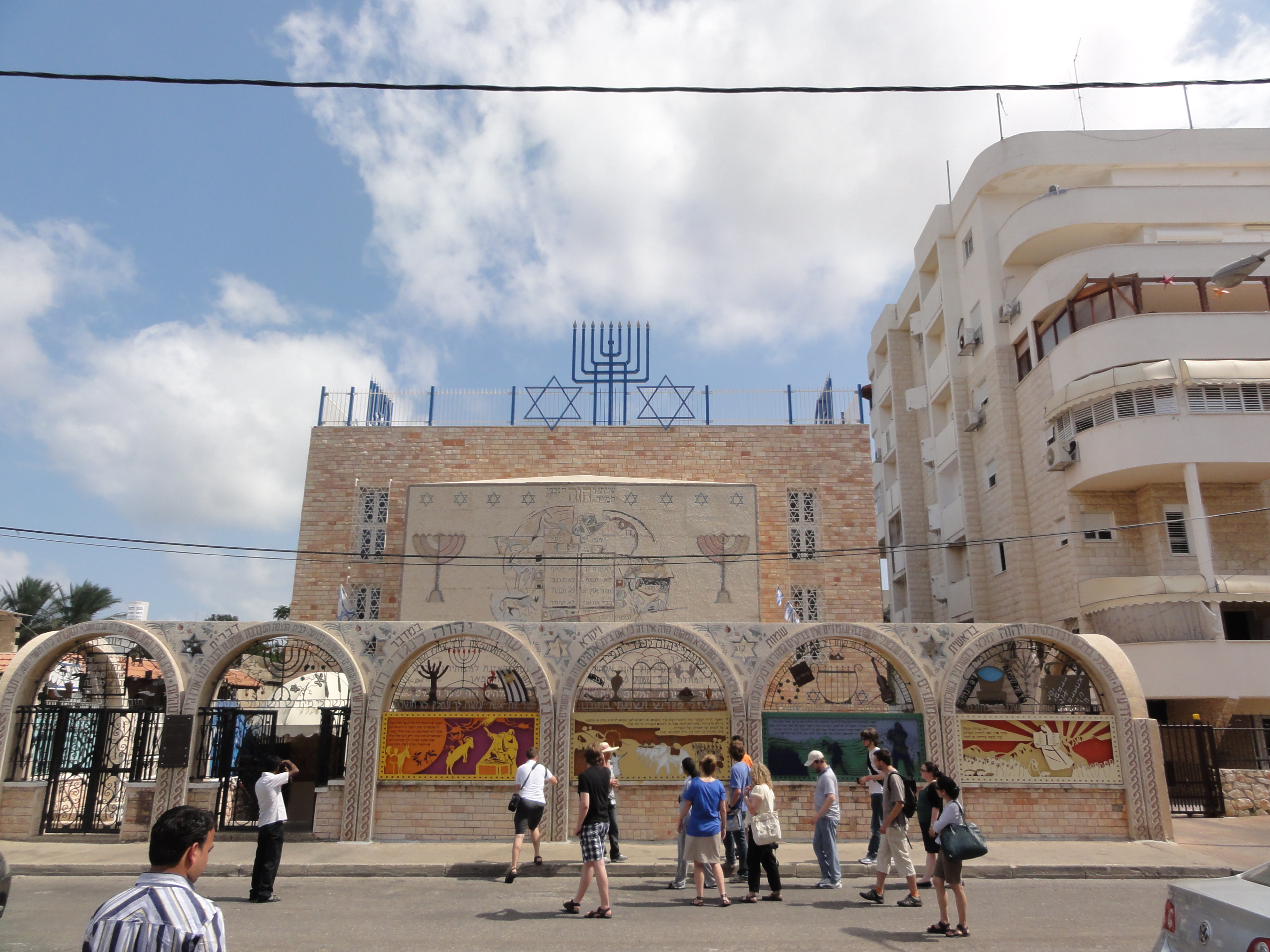

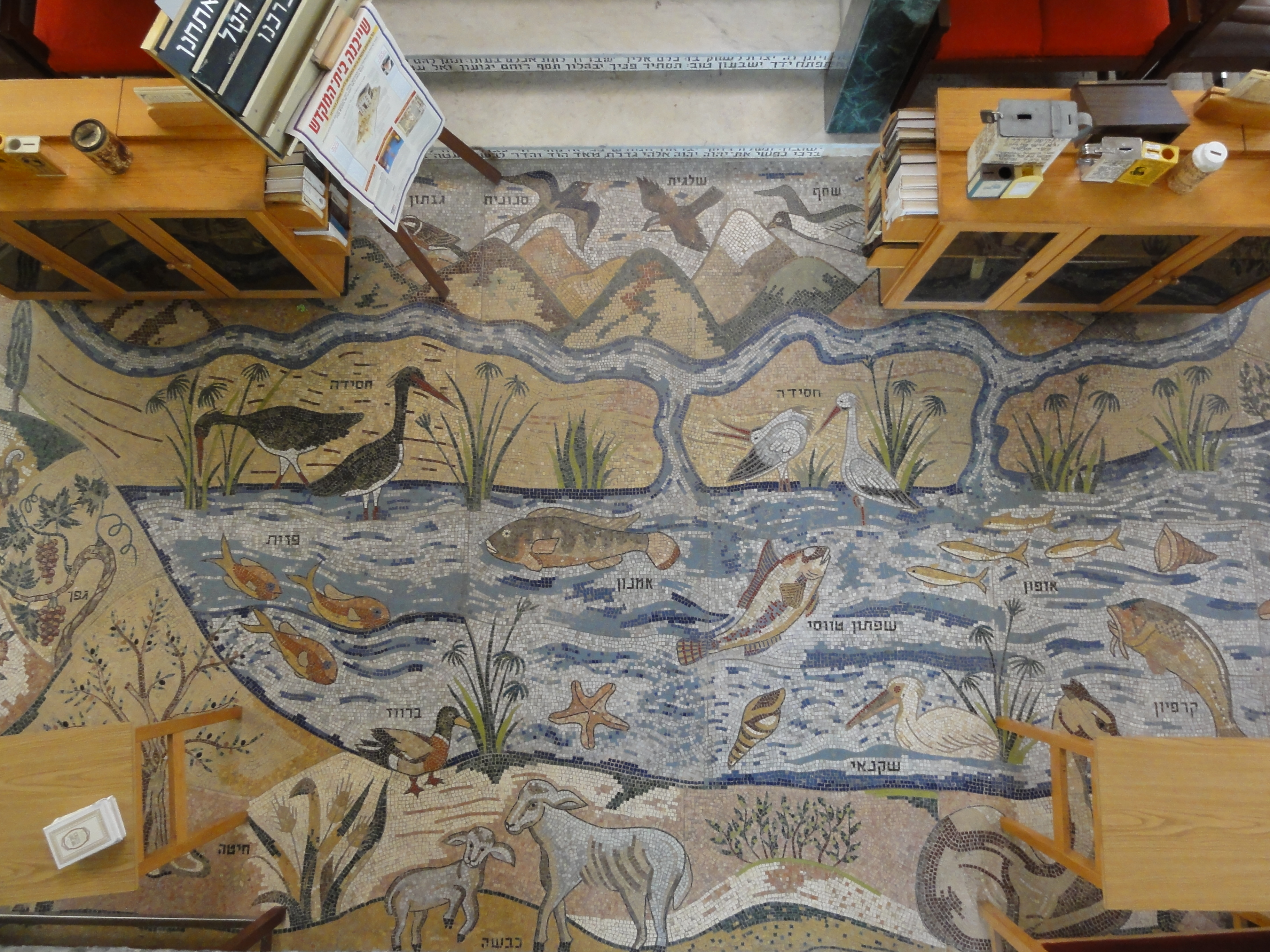

律法会堂（Or Torah）或杰尔巴岛犹太会堂是以色列北部城市阿卡的一座突尼斯犹太人的犹太会堂，模仿突尼斯杰尔巴岛的El Ghriba 犹太会堂兴建。这栋建筑建于1955年。
该建筑内部贴满了成千上万的镶嵌画，在基布兹Eilon制造。这座犹太会堂还有140扇花窗玻璃和圆顶。
这栋大楼有 